# 우주식

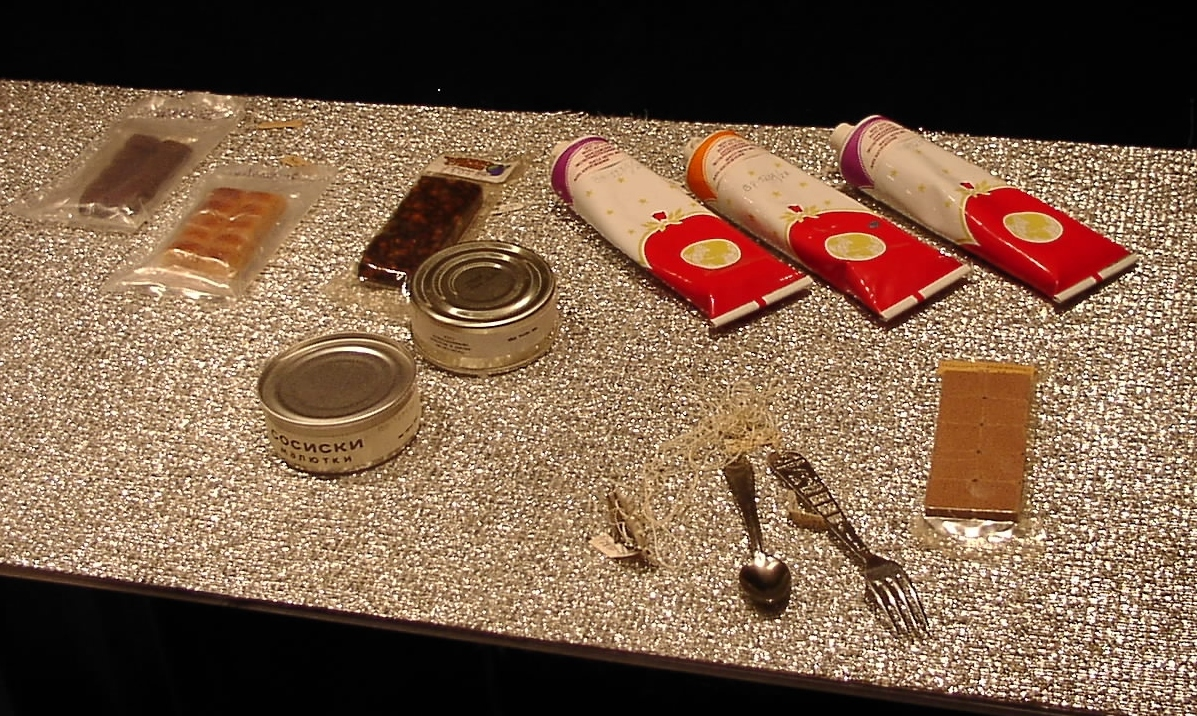
우주 식량의 식판

우주식(宇宙食, space food)은 지구 밖 우주에서의 우주인의 영양 섭취를 위해 제조된 먹을거리이다. 가볍고 부피가 작은 것으로, 단백질, 지방, 탄수화물, 비타민, 무기질 등의 영양소가 충분히 들어 있다.

## 배경
무중력 상태에서 우주인들이 식사를 하는 것은 지상에서 상상하는 것보다는 여러 가지 어려운 일들이 있다. 특히, 액체형의 음식물을 취급하기 어렵다.

## 특징
미국에서는 튜브식(食)을 개발하여 발전시켰고, 다시 알루미늄제 튜브 대신에 가벼운 폴리에틸렌·나일론·아크릴 수지·폴리에틸렌 순으로 네 겹의 얇은 막을 겹쳐서 만들었다. 그래서 습기는 물론 공기·세균 등이 투과하지 못하게 되어 있다. 그 외에는 건빵·각설탕 등 한입에 넣기에 큰 음식물도 폴리에틸렌으로 진공 포장되어 있으며 가위를 포장 안에 넣어서 적당히 음식물을 쪼갠다. 지상에서 하던 대로 입으로 잘라 먹으면 선내에 그 음식물의 가루가 온통 떠다니기 때문이다.
우주식의 재료는 되도록 잘게 썰어서 요리하며 급속히 냉동시킨 다음 그대로 특수 건조기에 넣는다. 이 건조기는 특별한 진공실로서 온도를 가열하게 되어 있다. 이와 같이 만든 건조 식품은 물에 젖으면 건조 전과 똑같은 맛을 지닌다.
식사 절차
1. 자루의 한끝에 물을 넣는 주입구가 있으며 비행사들이 권총과 같이 생긴 주수기(注水器)로 자루 속에 물을 넣는다.
2. 손끝으로 약 3분간 주무르면 튜브에 들어 있는 고체형의 음식물이 물을 흡수해서 싱싱한 샐러드 푸딩이나 수프 등이 된다. 오렌지주스·코코아 등도 마찬가지 방법으로 조작한다.
3. 가위로 자루 한 쪽을 자르고 그 곳을 입에 대고 손으로 자루를 눌러 짜면 음식물이 입안으로 들어오게 된다.

식사를 마친 후에 자루에 부착되어 있는 황색의 살균정제를 식사가 끝난 빈 자루에 넣는다. 이것은 방부제의 역할로서 음식물의 찌꺼기가 썩어서 가스가 생기는 것을 방지한다.

## 실제 사용 예
2인승의 제미니(Gemini) 우주선의 경우는 선내의 기온과 같은 온도의 물(21∼27℃ 정도)을 공급했지만 아폴로 우주선은 60℃ 정도의 뜨거운 물과 10℃ 정도의 생수를 공급해서 달 여행시 뜨거운 국물을 만들어 먹을 수 있도록 하였다. 1인당 1일의 우주식은 2,800cal로서 단백질이 20%, 탄수화물 62%, 지방 18%이다. 튜브에 든 우주식은 1인당 1일 2kg의 무게였지만 폴리에틸렌 포장식으로는 600g이므로 1／3의 무게로 경량화(輕量化)시켰다. 그리고 아폴로 우주선에 적재한 우주식은 1인 1식으로 나누어 알루미늄 상자에 포장되고 색 테이프를 붙여서 분류하였다.

## 같이 보기
- 우주선